# Satanás (filme)
Satanás é um filme de drama colombiano de 2007 dirigido e escrito por Andrés Baiz. Foi selecionado como representante da Colômbia à edição do Oscar 2008, organizada pela Academia de Artes e Ciências Cinematográficas.

## Elenco
- Damián Alcázar - Eliseo
- Marcela Mar - Paola
- Blas Jaramillo - Ernesto